# Ljus
| Elektromagnetiskt spektrum | Elektromagnetiskt spektrum | Elektromagnetiskt spektrum | Elektromagnetiskt spektrum | Elektromagnetiskt spektrum |
| Frekvensområde             | Frekvens                   | Våglängd                   | Fotonenergi                | Intervallbredd             |
| -------------------------- | -------------------------- | -------------------------- | -------------------------- | -------------------------- |
| Audiofrekvens              | 30 kHz–3 Hz                | 10 km–100 Mm               | < 12,4 feV                 |                            |
| Radiofrekvens              | 300 MHz–30 kHz             | 1 m–10 km                  | 1,24 µeV–12,4 feV          | 4 B                        |
| Mikrovågor                 | 300 GHz–300 MHz            | 1 mm–1 m                   | 1,24 meV–1,24 µeV          | 3 B                        |
| Infraröd (IR)              | 405–0,3 THz                | 740 nm–1 mm                | 1,7 eV–1,24 meV            | 3,1 B                      |
| Synligt ljus               | 789–405 THz                | 380–740 nm                 | 3,3 eV–1,7 eV              | 0,3 B                      |
| Ultraviolett (UV)          | 300 PHz–789 THz            | 1–380 nm                   | 1,24 keV–3,3 eV            | 2,6 B                      |
| Röntgenstrålning (X)       | 30 EHz–300 PHz             | 10 pm–1 nm                 | 124 keV–1,24 keV           | 2 B                        |
| Gammastrålning (γ)         | > 30 EHz                   | < 10 pm                    | > 124 keV                  |                            |

Ljus syftar dels på en sinnesupplevelse och dels på den elektromagnetiska strålning som kan ge upphov till sådana upplevelser. Ljus i fysisk bemärkelse kan mätas och kvantifieras på olika sätt, men det finns inget direkt samband mellan dessa mätvärden och vår upplevelse av ljus i en specifik situation.

## Ljus som fysikaliskt fenomen
Den elektromagnetiska strålning som kan ge upphov till synintryck kallas ofta synligt ljus, trots att strålningen som sådan inte syns förrän den träffar de ljuskänsliga receptorerna i våra ögon, antingen direkt från ljuskällan eller reflekterad från någonting. De exakta gränserna för våglängdsområdet anges annorlunda i olika källor och området kan som mest innefatta våglängderna 380-800 nanometer.
Genom att ögat är känsligt för strålning i just detta intervall, kan vi se vår omgivning. När ljuset från en ljuskälla reflekteras mot olika föremål i vår omgivning återkastas vissa våglängder av strålningen, och vi kan uppfatta föremålens färger och former med ögonen.
Strålningen inom det område som kan ge synintryck kan delas upp i olika våglängder med t.ex. ett prisma, eller - som i regnbågen - i vattendroppar. När sådan strålning träffar en yta ser vi ett spektrum av kulörtoner från violett (kort våglängd) till rött (lång våglängd). Ljusets brytning i ett prisma undersöktes och presenterades först av Isaac Newton som också konstaterade att strålningen som sådan saknar färg. Övergångarna mellan olika färger är gradvisa men traditionellt brukar man dela upp spektrum i sju färger: Rött - orange - gult - grönt - blått - indigo - violett. Även andra indelningar förekommer, ett exempel visas i boxen nedan. Ljusstrålning med endast en våglängd kallas monokromatisk. Den uppträder bara i mycket speciella situationer. Det normala är i stället att den strålning som når våra ögon och där ger upphov till en färgperception är blandning av många olika våglängder. För fördjupning om strålning och färg se Spektrum.
| Ett sätt att dela upp färgspektrum | Ett sätt att dela upp färgspektrum                                                                                      | Ett sätt att dela upp färgspektrum                                                                                      | Ett sätt att dela upp färgspektrum                                                                                      |
| ---------------------------------- | --- | --- | --- |
|                                    | | | |
|                                    | | | |
|                                    | Färg | Våglängd (nm) | Frekvens (THz) |
|                                    | Röd | 625–740 | 480–405 |
|                                    | Orange | 590–625 | 508–480 |
|                                    | Gul | 565–590 | 531–508 |
|                                    | Grön | 520–565 | 577–531 |
|                                    | Cyan * | 500–520 | 600–577 |
|                                    | Blå * | 435–500 | 690–600 |
|                                    | Violett | 380–435 | 789–690 |
|                                    | | | |
| *                                  | Newtons sjudelade spektrum inkluderade ”blått” och ”indigo”, som kan ha motsvarat ”cyan” respektive ”blått” i tabellen. | Newtons sjudelade spektrum inkluderade ”blått” och ”indigo”, som kan ha motsvarat ”cyan” respektive ”blått” i tabellen. | Newtons sjudelade spektrum inkluderade ”blått” och ”indigo”, som kan ha motsvarat ”cyan” respektive ”blått” i tabellen. |

I många sammanhang används ordet ljus även om strålning utanför den synliga delen av det elektromagnetiska spektrumet. För strålning med längre våglängd än inom det synliga området används benämningen infrarött ljus eller IR-ljus. Strålning med kortare våglängd än den synliga kallas ultraviolett strålning eller UV-ljus. 
Den hastighet med vilken all elektromagnetisk strålning rör sig (per definition 299 792 458 m/s i vakuum) benämns ljushastigheten. I kompakta material som glas rör sig ljuset betydligt långsammare.

## Ljus som sinnesupplevelse
Vår upplevelse av ljusets intensitet och karaktär påverkas av många saker utöver den strålning som når våra ögon. För att kunna fungera i extremt olika strålningsintensitet anpassar sig (adapterar) vårt synsinne efter situationen. Hur vi ser ljus beror också på de kontraster som finns, både inom synfältet och mellan en situation och en annan. 
Ljuset i ett rum kan beskrivas och analyseras med hjälp av sju visuella grundbegrepp, som har utvecklats av professor Anders Liljefors. De är:
- Ljusnivå
- Ljusfördelning
- Skuggor
- Bländning
- Reflexer
- Ljusfärg
- Ytfärger

Dessa begrepp utgår från visuella bedömningar och kan inte definieras fysiskt. Även andra visuella begrepp har presenterats, exempelvis "ljusfläckar".

## Att mäta ljus
För planering av belysningsmiljöer och för specifikation av ljuskällor används fotometriska enheter som till exempel lumen för mätning av ljusflöde och lux för mätning av belysningsstyrka. För att fastställa de fotometriska värdena mäter man strålningsenergin uppdelat på våglängd, och väger dessa värden mot en kurva för det mänskliga synsinnets känslighet i olika våglängdsområden. De fotometriska enheterna uttrycker alltså inte strålningens absoluta intensitet. Eftersom de bygger på punktvisa mätningar och medelvärden uttrycker de inte heller den enskilda människans ljusupplevelse i den specifika situationen.